# Шукырколь (озеро)
Шукырколь (каз. Шұқыркөл ) — пересыхающее озеро в Фёдоровском районе Костанайской области Казахстана. Находится в 17 км к юго-востоку от посёлка Костычевка.
По данным топографической съёмки 1944 года, площадь поверхности озера составляет 1,64 км². Наибольшая длина озера — 1,5 км, наибольшая ширина — 1,5 км. Длина береговой линии составляет 4,6 км, развитие береговой линии — 1,01. Озеро расположено на высоте 197,8 м над уровнем моря.